# Pagliaccio

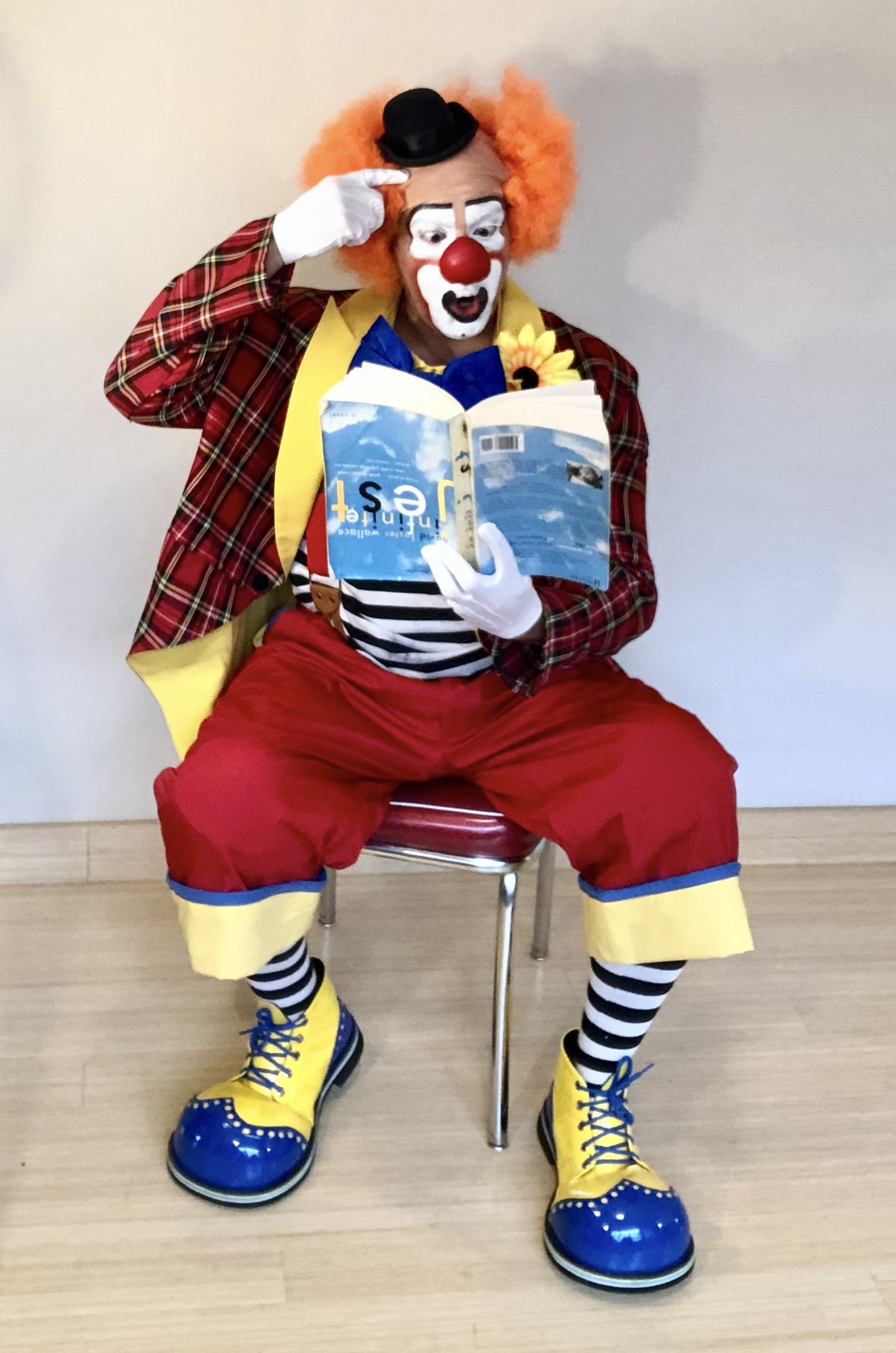
Un pagliaccio

Il pagliaccio (derivato di "paglia"), chiamato anche, con un anglicismo, clown (derivato dall'islandese klunni "goffo"), è quel personaggio che ha il compito di divertire gli spettatori, specie negli spettacoli circensi. Esistono diversi tipi di pagliacci: quello più conosciuto è il cosiddetto pagliaccio "augusto", vestito in modo buffo e sgargiante, ma esiste anche il pagliaccio "bianco", romantico e vestito in modo più sobrio. Recentemente il cinema e la letteratura dell'orrore ne hanno proposto versioni cattive. Nel linguaggio corrente, il termine può essere riferito anche a un modo di comportarsi tipico di una persona poco credibile, o avvezza a non prendere sul serio un argomento. È anche sinonimo di buffone, in senso non necessariamente negativo: pagliaccio è chi ama far divertire il proprio gruppo.

## Origine storica: loZanni
La parola pagliaccio viene generalmente fatta derivare da "paglia", dall'abito tradizionale che ricorda la tela grezza di rivestimento di un pagliericcio. Secondo alcuni deriverebbe invece deriva da baja o bajaccia per 'beffa', e bajaccio per "beffatore".
Pagliaccio è un personaggio della Commedia dell'arte: appartiene infatti alla categoria degli Zanni (veneto per Gianni), cioè quel gruppo di personaggi che ritraevano servi e popolani.
Le testimonianze iconografiche mostrano lo Zanni come il classico villano, con un costume a falde larghe color beretino (cioè una sorta di canapa non trattata, quindi di un colore beige, tendente al giallo o al grigio), l'abito normalmente indossato dai contadini durante il lavoro nei campi, un cappello particolare largo intorno alla testa ma soprattutto con una visiera lunga, un po' come quello dei goliardi universitari. La sua maschera era di cuoio bianco o più chiara rispetto alle maschere di Pantalone o di Arlecchino.
Il personaggio di Zanni comprendeva per sua natura due tipologie distinte di carattere, quella del "furbo" e quella dello "sciocco". Nel corso della storia della Commedia dell'Arte questi due caratteri si divisero, e gli attori si specializzarono in una delle due tipologie di Zanni, chiamate "primo" e "secondo" Zanni. L'astuto Beltrame è un esempio di "primo Zanni", mentre l'ingenuo Pulcinella è un esempio di "secondo Zanni". Primo e secondo Zanni riecheggiano nelle attuali tipologie di pagliaccio, cioè il bianco e l'augusto.
Gli Zanni più antichi, come Pedrolino, sono ingenui e furbi al tempo stesso. Pedrolino è considerato uno dei precursori della maschera francese Pierrot. In effetti, negli spettacoli francesi, Pierrot fu un personaggio molto simile allo Zanni, finché non venne adattato al gusto parigino da Jean-Gaspard Deburau a cavallo fra il 1700 e il 1800, e divenne essenzialmente un mimo innamorato della luna.
Sempre in Francia, Paillasse è un personaggio della compagnia di parata che apparve sul palcoscenico francese verso la fine del XVII secolo. Paillasse si trova nei tipi popolari francesi della parata al Théâtre de la Gaîté, a Nicolet, dove, in una piccola commedia forse imitata da Molière, il fallito Sganarelle, non avendo più nulla da indossare, si ritagliò un abito dalla copertura del suo materasso di paglia. Prese il nome e mantenne il costume a quadretti bianchi e blu che fu usato per secoli per coprire pagliericci e materassi. Gros-Guillaume fu un famoso paillasse del XVII secolo. Alla fine del XVIII secolo, Paillasse era la spalla comica di Bobèche. Esistevano Paillasse a quadretti rossi, ma il vero Paillasse manteneva i colori bianco e blu; il suo costume consisteva in calze blu, pantaloni corti simili alla camicia, una blusa con cintura e una fascia nera.
In Germania la parola Bajazzo in molti dialetti è diventata Bajass: Hanswurst, traduzione di uno dei tanti appellativi dello Zanni italiano, cioè Zan Salsiccia, era un "Bajass" popolare nel XVI secolo, prima di essere fortemente criticato e censurato a causa della sua volgarità.
Sempre in Germania, il Paias è un simbolo tradizionale delle sagre paesane nella Renania. Si tratta di un pupazzo a grandezza naturale imbottito di paglia e vestito di stracci, che può essere visto come un'immagine dei buffoni che si potevano trovare nelle fiere già nel Medioevo. Il nome "Paias" deriva dal francese "paillasse" (sacco di paglia, ma in senso figurato anche saltafossi, buffone).

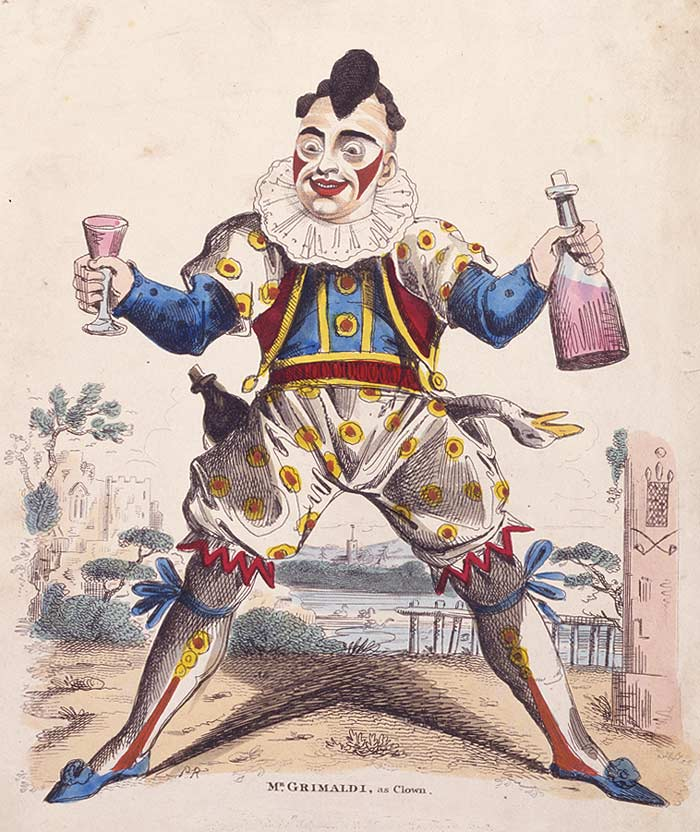
Joseph Grimaldi "Joey the clown" (1778-1837) è considerato il primo clown moderno.

Il primo esempio noto di "clown" moderno fu introdotto nel 1780 al circo Astley, con l'esibizione del pagliaccio Burt che parodiava i cavallerizzi.
Ai primi dell'Ottocento, Joseph Grimaldi trasformò la figura scenica del pagliaccio all'interno dell'adattamento inglese della Commedia dell'arte, che si chiamava Harlequinade. Da notare che la famiglia di Joseph Grimaldi si cimentava da generazioni a teatro in compagnie di Commedia dell'arte, fra l'Italia, la Francia e l'Inghilterra. Grimaldi convertì il pagliaccio in un clown "teatrale" dotato di parola, e modificandone i costumi: per Peter Wilkins: or Harlequin in the Flying World ("Peter Wilkins: o Arlecchino nel mondo volante"), Grimaldi abbandonò il trasandato costume da servitore per uno sgargiante e colorato.

## Bianco, Augusto, Vagabondo

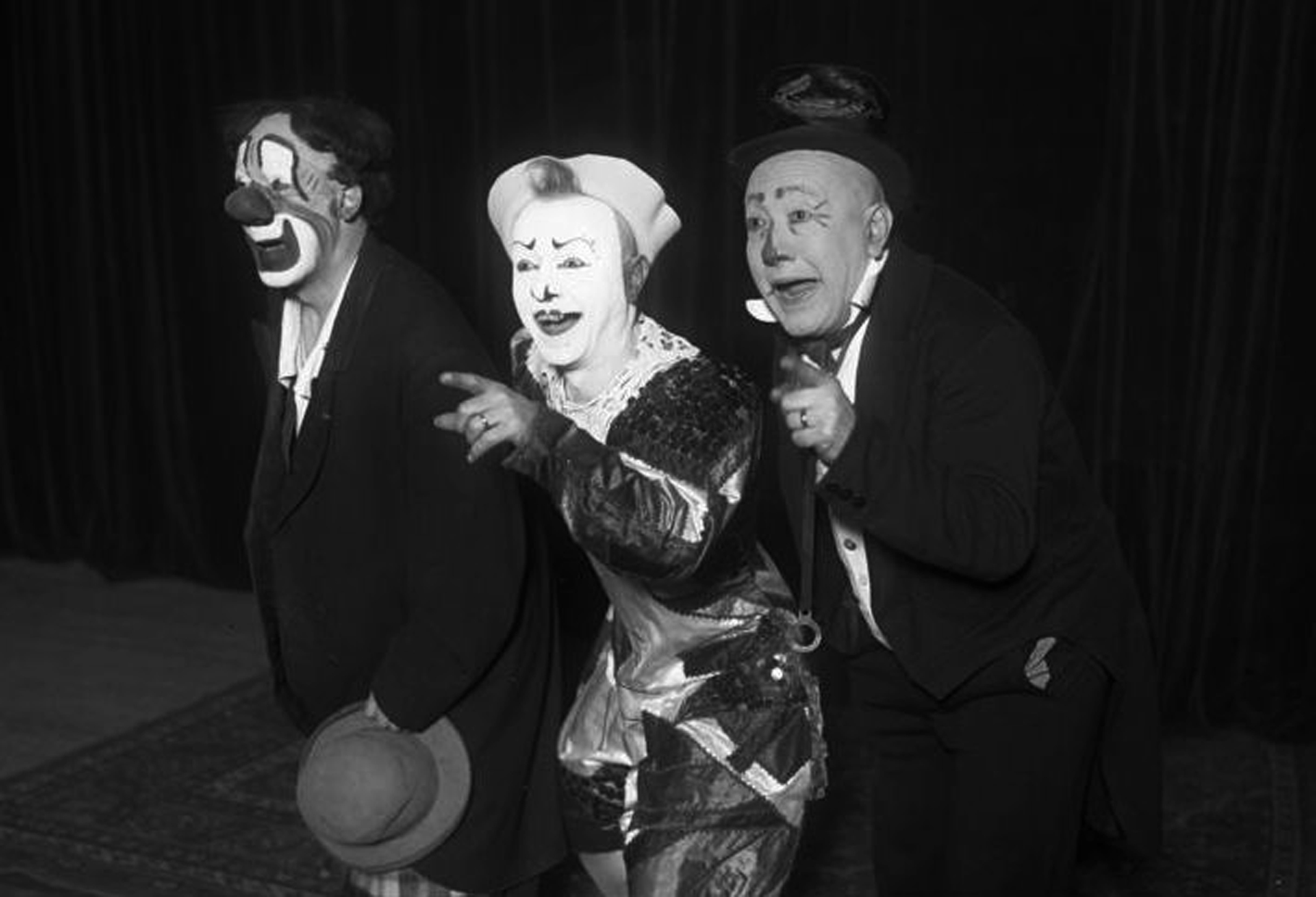
Il trio Fratellini: pagliaccio "augusto", "bianco" e "vagabondo"

Nella tradizione circense occidentale si possono identificare due figure di pagliacci: il Bianco (in Italia anche chiamato impropriamente "Pierrot") e l'Augusto (in Italia detto anche Toni).
Il clown bianco è severo, autoritario, preciso; è tradizionalmente truccato di bianco e vestito di bianco, con un cappello a punta. Invece l'Augusto è incapace, pasticcione e stralunato; veste abiti fuori misura, scarpe giganti e spesso ha il naso rosso.
Gli artisti accreditati per avere messo insieme sulla scena il "bianco" e l'"augusto" sono George Foottit e Rafael Padilla (Chocolat) nella Parigi della Belle Époque. Associando questi due tipi di clown, Foottit e Padilla inventarono il genere della "commedia clownesca".
Un altro tipo di pagliaccio è il cosiddetto Tramp (inglese "vagabondo"): è il pagliaccio di strada, straccione, romantico e un po' sognatore. Un epigono di questo genere può essere considerato il personaggio di Charlot.
Il nuovo clown è il clown di cui si occupa Pierre Byland, prima allievo e poi insegnante presso la Scuola internazionale di teatro Jacques Lecoq di Parigi.

## Pagliacci celebri
Clemente Filippo Laurent ideò i fantasiosi costumi a pailettes, mentre Boswell e Jean-Baptiste Auriol vengono ricordati come i primi pagliacci acrobati, i fratelli Price come i primi clown cantanti, Billy-Hayden come il primo a parlare, Lonny Olchansky e Lulu Crastor come le prime clownesse, nella seconda metà del XIX secolo, Anatolij Leonidovič Durov come il primo clown addestratore di animali, Les Bario per le 'entrate comiche'. Se ai fratelli Hanlon Lee venne attribuita l'introduzione della pantomima acrobatica, con Tom Belling nel 1864 nacque la figura della spalla del pagliaccio, ossia il bianco. In Unione Sovietica, nel Novecento, si diffuse il pagliaccio politicizzato (anticipato nel 1905 dal milanese Giacomo Cireni, in arte "Giacomino"), che vide esponenti come Karandaš e Oleg Popov (allievo di Karandaš, al pari di Jurij Nikulin), che, assieme a sua moglie Alexandra Popova, formò una coppia comica che divenne tra le più celebri del tempo. Una continuità con la tradizione sovietica è stata mantenuta da Slava Polunin, che però ammette anche l'influenza italiana di Federico Fellini e Dario Fo.
Celebre nel Novecento è anche la famiglia Fratellini, che ha dato, su più generazioni, numerose figure di clown e poliedrici artisti circensi, attivi per vari decenni.

## Il pagliaccio nella letteratura e nell'arte
Del pagliaccio l'arte preferisce spesso una figura più o meno malinconica, e a seconda dell'opera viene rappresentato l'uomo nei panni da pagliaccio, sebbene non manchino le rappresentazioni della classica maschera divertente e buffa che è nell'immaginario dei bambini.
Una delle pagine che più riassumono la doppia personalità del pagliaccio, comico e tragico, è senza dubbio quella nell'opera di Ruggero Leoncavallo Pagliacci, che annovera tra le pagine più toccanti l'aria Vesti la giubba. Il protagonista vive una tragedia personale e viene rappresentato nell'atto di salire sul palco sforzandosi di ridere per il pubblico. L'aria "Vesti la giubba" è tra le pagine d'opera più note nonché il primo disco a vendere più di un milione di copie, grazie anche all'interpretazione di Enrico Caruso.
non so più quel che dico,

e quel che faccio!

Eppur è d'uopo, sforzati!

Bah! Sei tu forse un uom?

Tu se' Pagliaccio!
Vesti la giubba e la faccia infarina.

La gente paga, e rider vuole qua.

E se Arlecchin t'invola Colombina,

ridi, Pagliaccio, e ognun applaudirà!

Tramuta in lazzi lo spasmo ed il pianto

in una smorfia il singhiozzo e 'l dolor, Ah!
Ridi, Pagliaccio,

sul tuo amore infranto!

Ridi del duol, che t'avvelena il cor!»
(R.Leoncavallo)
"Au clair de la Lune ou Pierrot Malheureux" è un film del 1903 di Georges Méliès che riprende le pantomime di Pierrot.
Il film francese "Paillasse" (1910) è un cortometraggio muto sceneggiato e diretto da Camille de Morlhon.
Nel film Il più comico spettacolo del mondo, diretto da Mario Mattoli (1953) il protagonista Totò è un clown di circo. La condizione di miseria e tristezza viene sintetizzata nella Preghiera del clown a Dio recitata da Totò.
Nel film Trittico d'amore (Invitation to the Dance) di Gene Kelly del 1956, lo stesso Gene Kelly interpreta la parte di un clown bianco innamorato di un'artista acrobata del suo stesso circo (Claire Sombert). Questa artista però ha già un compagno, che è pure acrobata (Youskevitch). Determinato a conquistare la ragazza, il clown prova a percorrere la fune acrobatica, ma cade e muore.
Nel 1970 Federico Fellini realizzò I clowns, un lungometraggio televisivo per la RAI che, in equilibrio tra realtà documentaristica e fantasia, indaga sulle biografie di celebri pagliacci, soffermandosi soprattutto su quelli amati dal regista romagnolo durante la sua infanzia.
Il pittore e sculture Mario Borgna negli anni settanta si fa conoscere con mostre in Italia e all'estero con i suoi clown. "L’itinerario del clown di Borgna, nelle opere degli anni settanta, rispecchia l’itinerario che l’uomo del nostro tempo aspira a compiere per garantirsi quel distacco dall’opprimente realtà instaurata dalla civiltà meccanica."
L'artista Gian Carlo Riccardi esegue, negli anni '70, diverse opere pittoriche raffiguranti dei clown. Egli rappresenta un mondo illusorio e inquietante con l'intento di descrivere il mondo circostante.
Il regista Antonio Giarola crea nel 1984 uno spettacolo circense, il primo esempio di regia applicata al circo in Italia , dal titolo Clown's Circus, all'interno del quale erano presenti tutte le tipologie clownesche: il clown bianco, l'augusto di serata, il mimo clown e il bagonghi.
Rovesciandone il ruolo giocoso e ridanciano, il pagliaccio è stato associato anche a una figura inquietante, psicopatica e folle: viene comunemente chiamato pagliaccio malefico, come nel romanzo It di Stephen King, dal quale sono stati tratti, omonimi, una miniserie in due puntate nel 1990, un film nel 2017 e un sequel (It - Capitolo due); nonché nella declinazione splatter diretta da Damien Leone nel franchise Art the Clown e da Rob Zombie in 31. Altri noti esempi di clown malvagi sono il Joker di Batman e Kefka Palazzo, antagonista del videogioco Final Fantasy VI, entrambi ricordati per i loro terribili crimini e risate isteriche. Nel 2014 il film Clown ripropone l'immagine del pagliaccio in veste demoniaca.
Il saggista e romanziere romeno, Norman Manea, in ragione delle caratteristiche dispotiche e tiranniche, definisce "clown bianco" il dittatore Ceausescu (Clown, dittatore e artista, il Saggiatore, Milano, 2004), a cui "oppone" l'Augusto, figura tragica e disperata (nella quale Manea in qualche modo si identifica).

## Galleria d'immagini

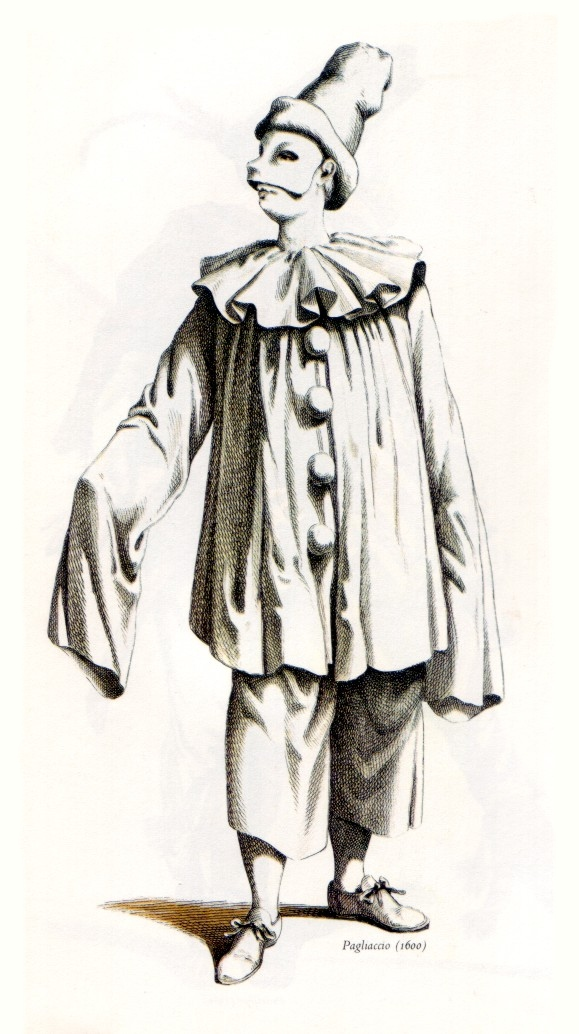
Maurice Sand, Pagliaccio italiano del 1600
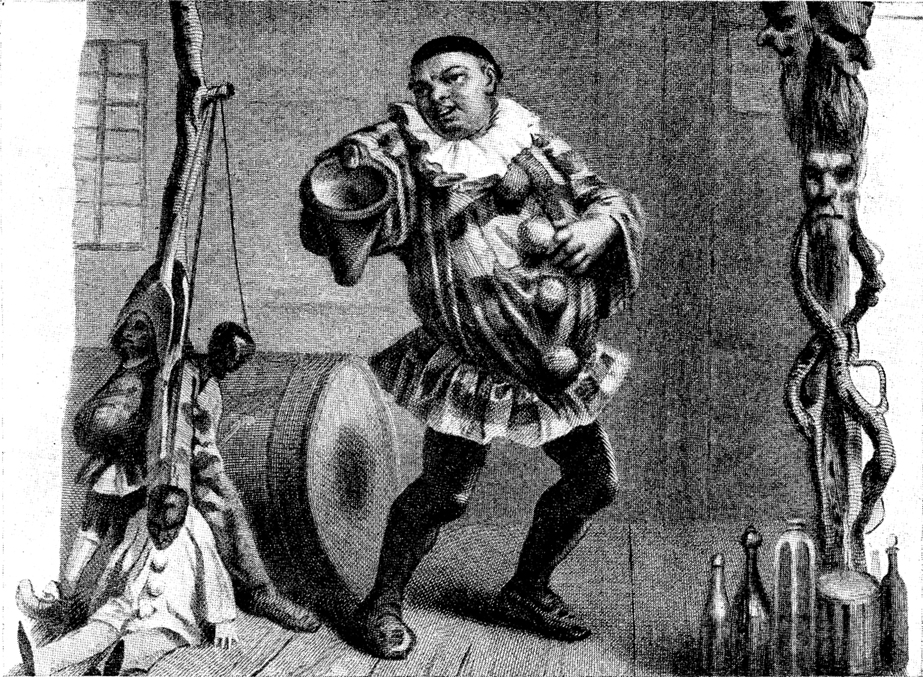
Paillasse francese,1885 circa
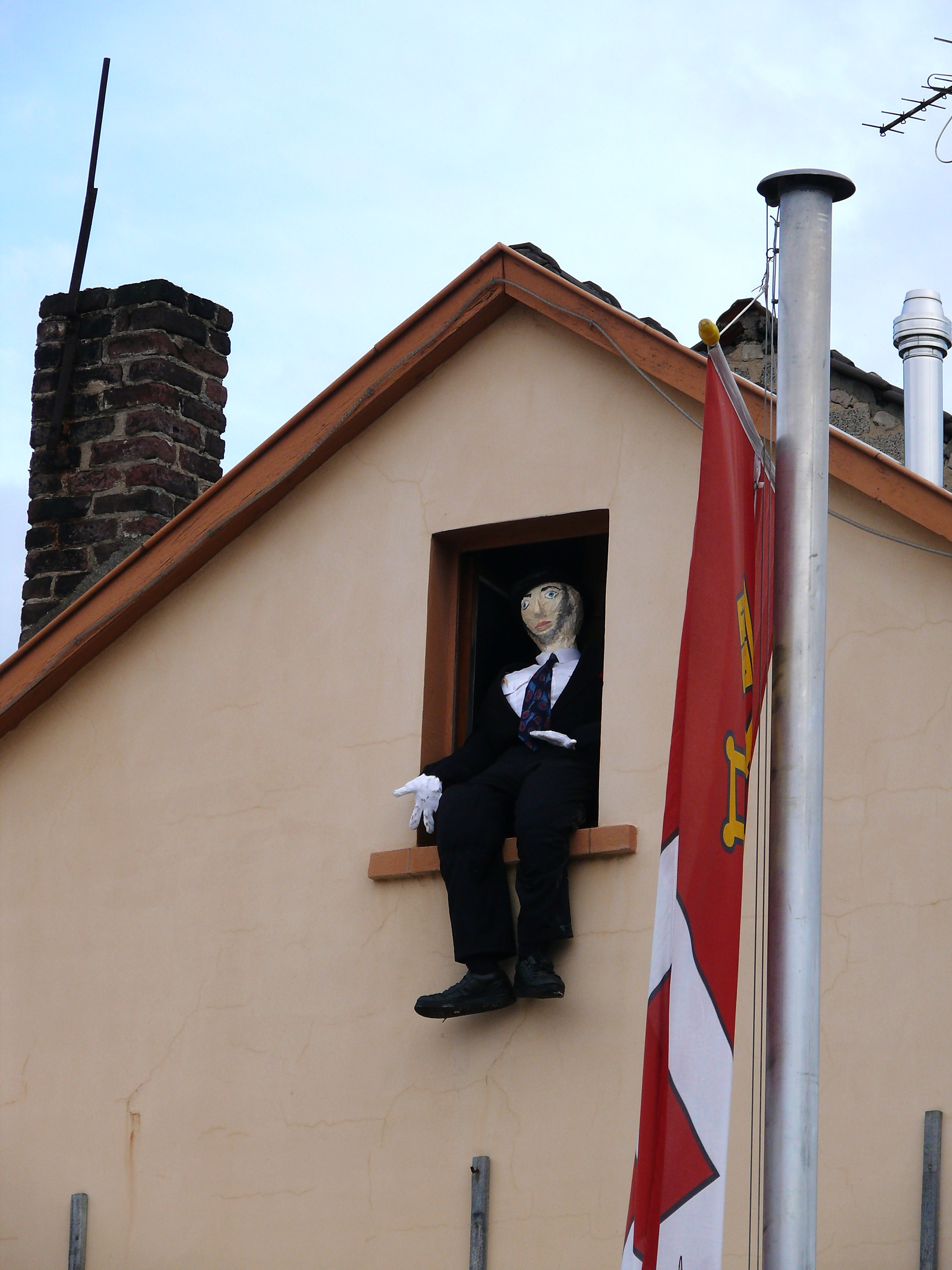
Paias, figura impagliata tipica della kermesse della Renania. Il paias sembra una figura collegata a quella del pagliaccio
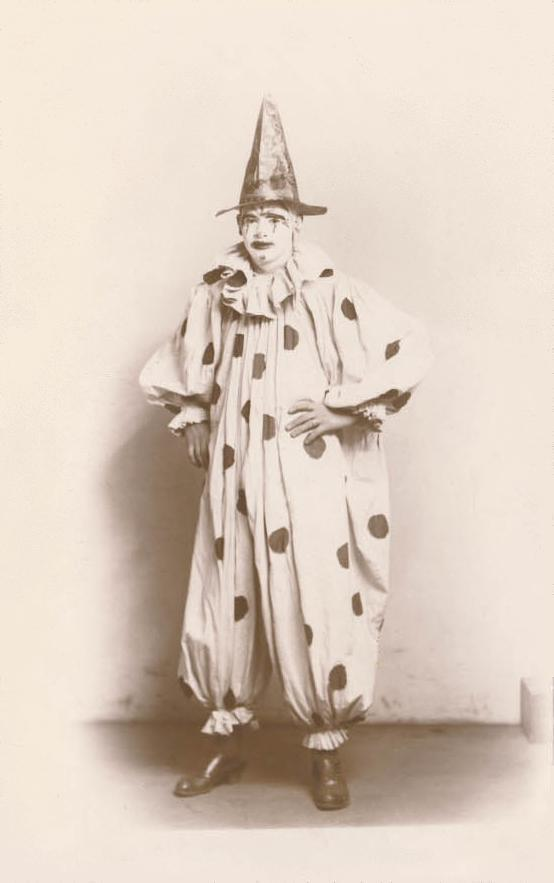
"Clown", cartolina inglese del 1907
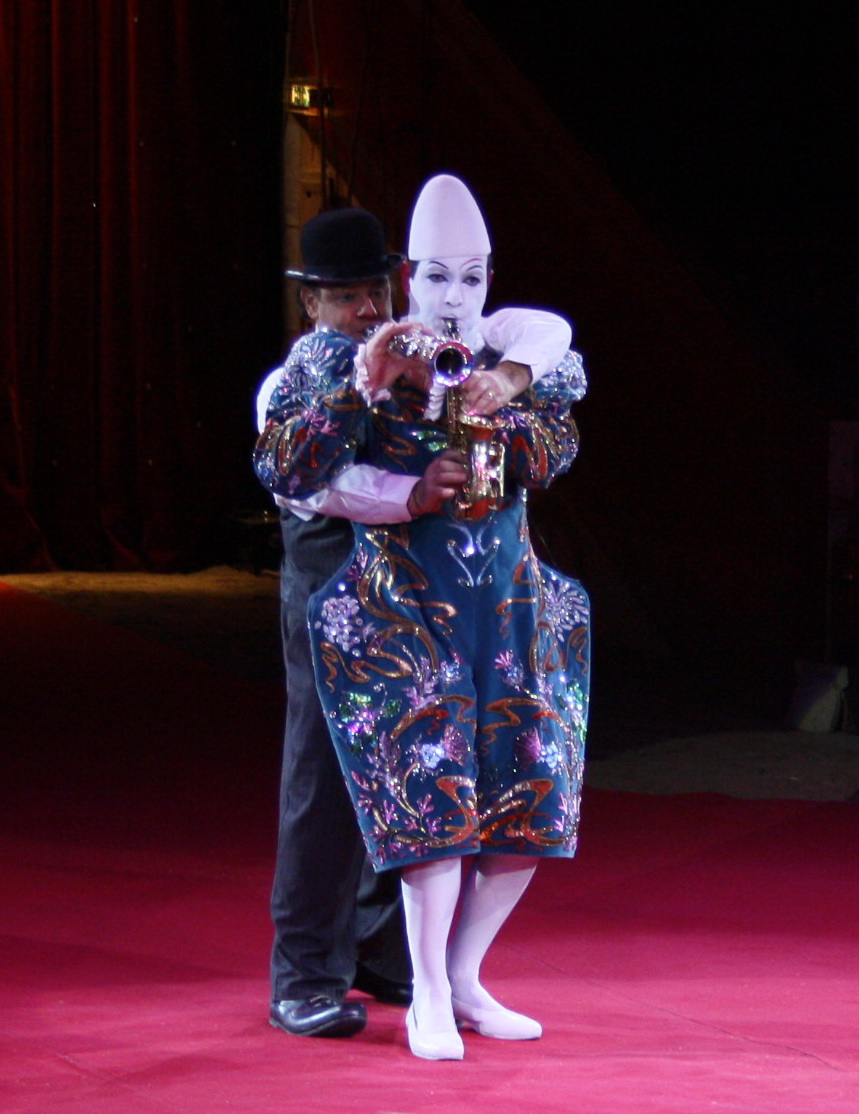
Il duo "Les Rossyann“: Maurin "Hector" Rossi è l'augusto (a sinistra) e Yann Rossi è il bianco (a destra)
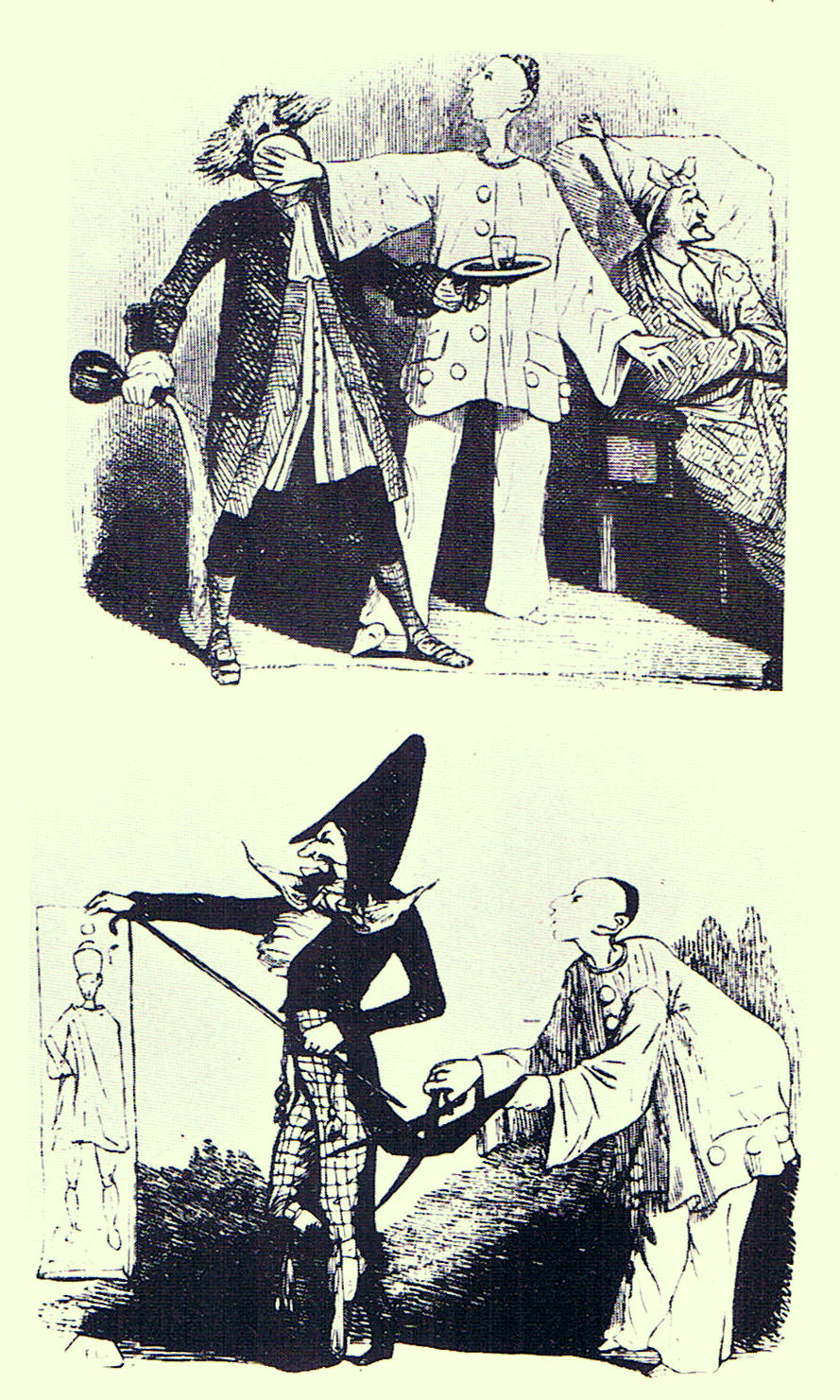
Jean-Gaspard Debureau nei panni di Pierrot, caricatura dell'epoca
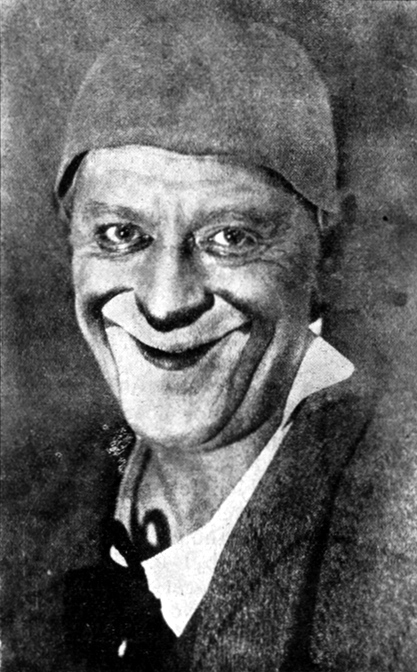
Grock, pagliaccio svizzero, 1928
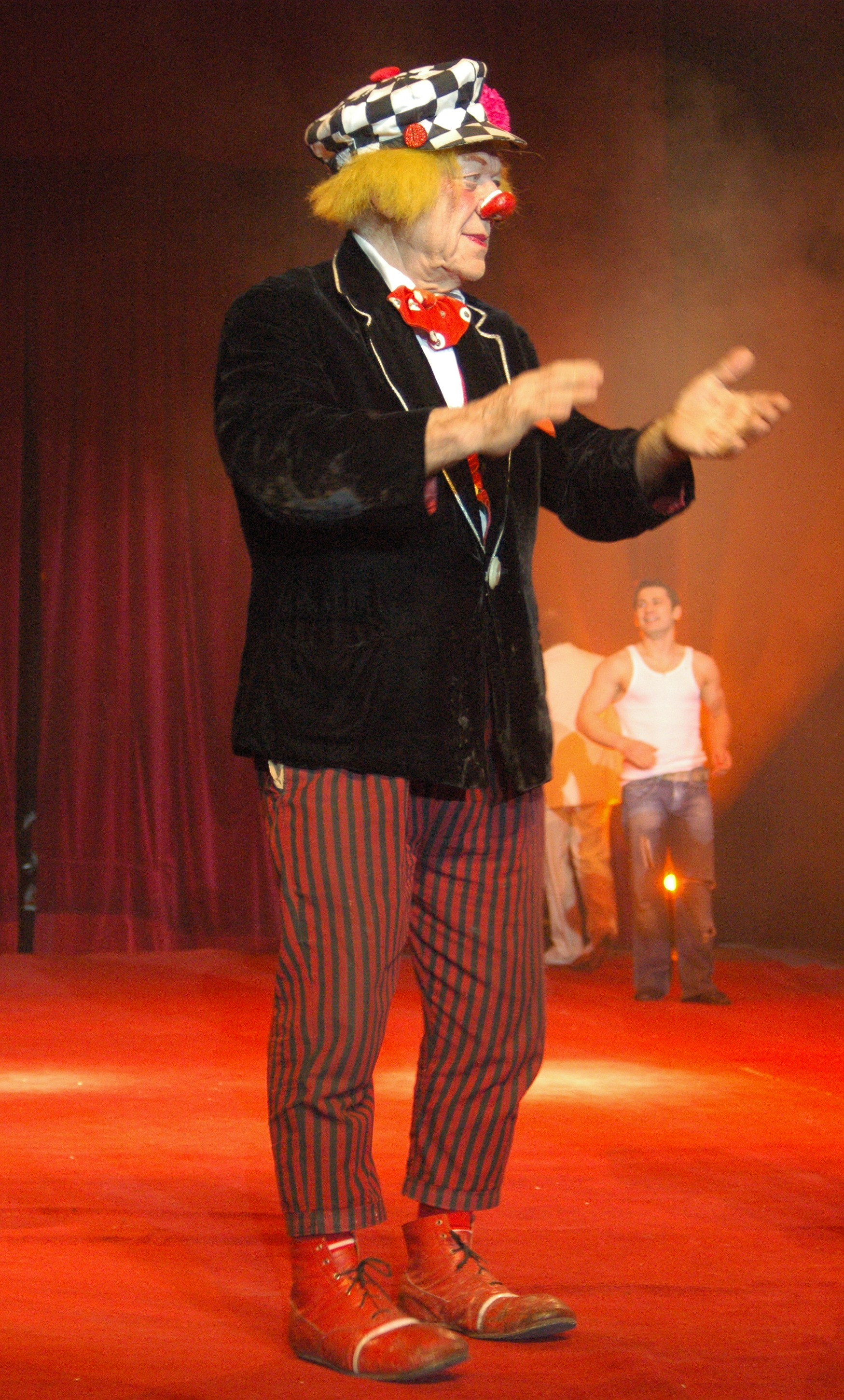
Oleg Popov, pagliaccio russo
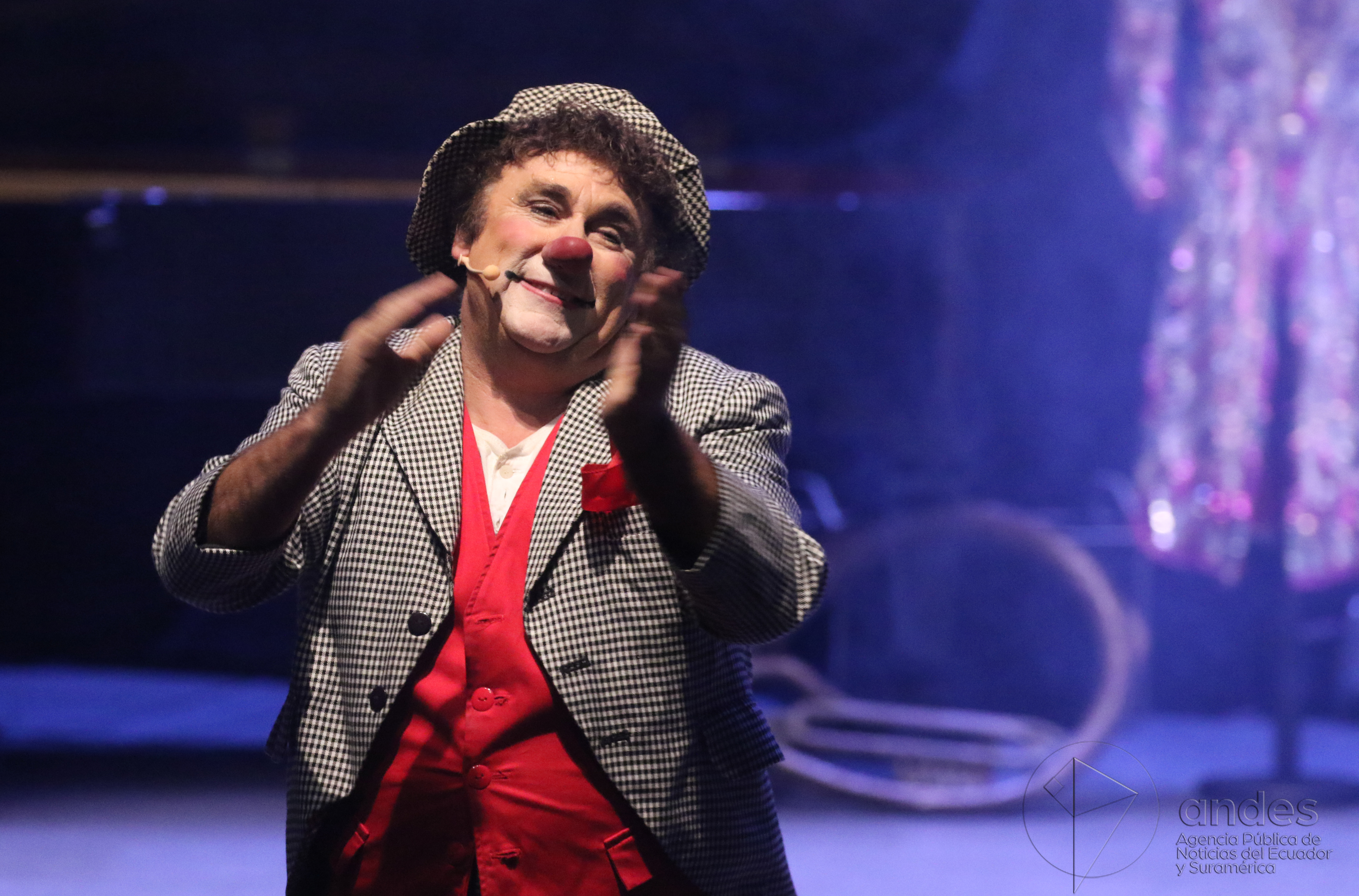
David Larible, uno dei pagliacci più popolari al mondo.
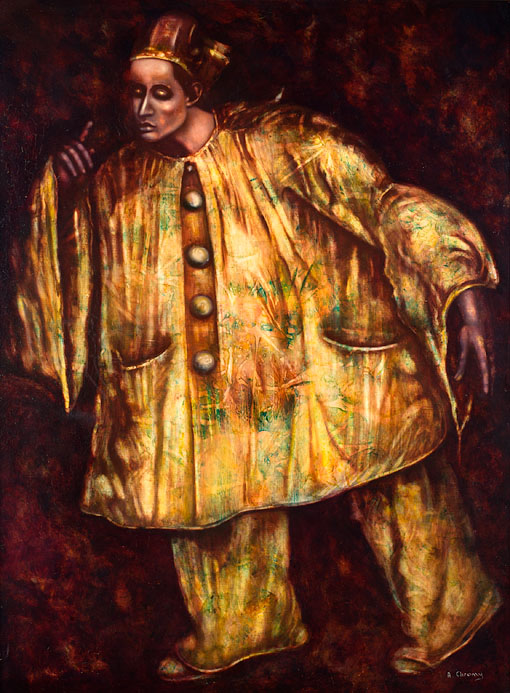
Anna Chromy, Clown, 1982, olio su tela, 130x95 cm
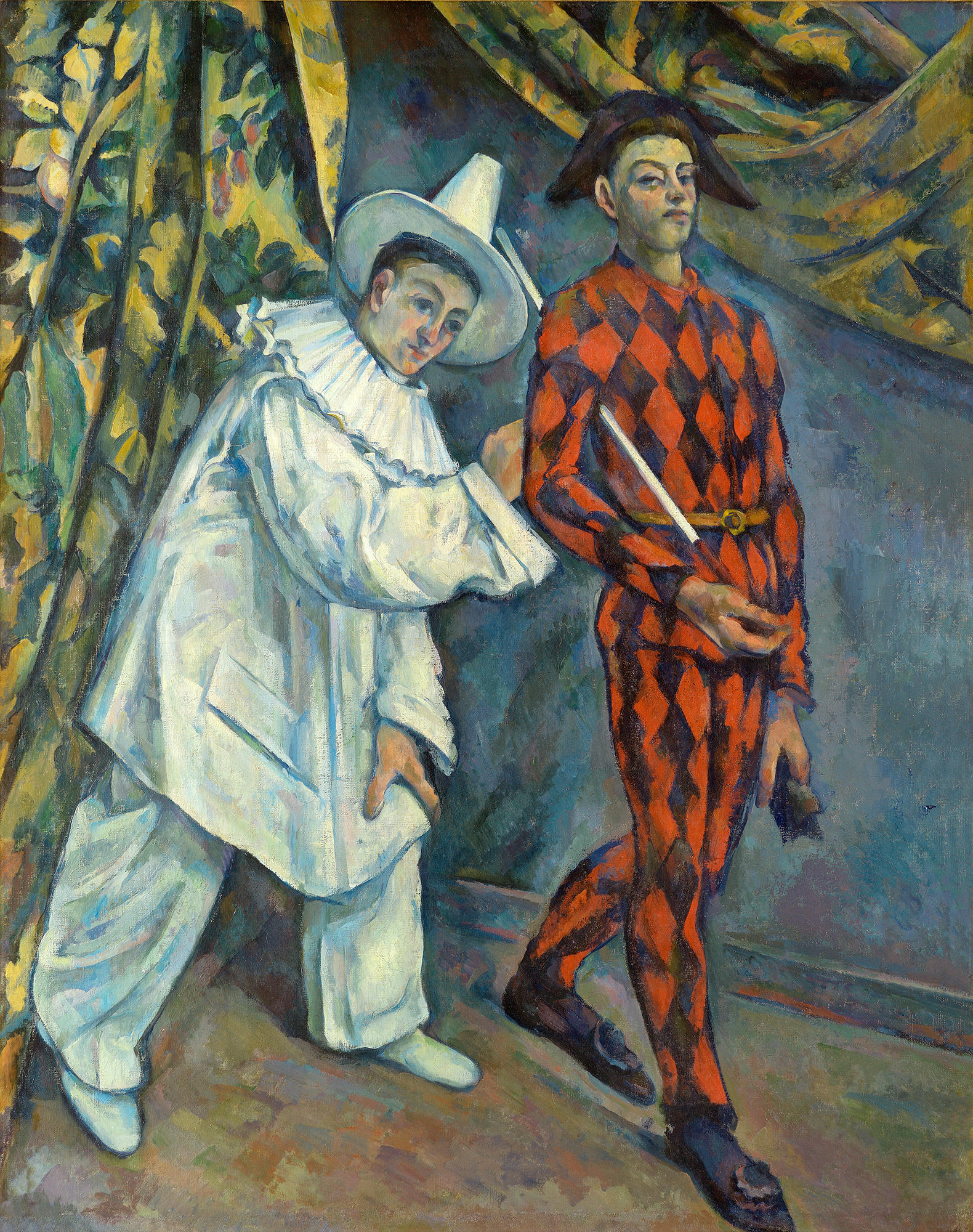
Pierrot e Arlecchino, dipinto di Paul Cézanne. In quanto Zanni, Pierrot e Arlecchino sono assimilati a dei pagliacci
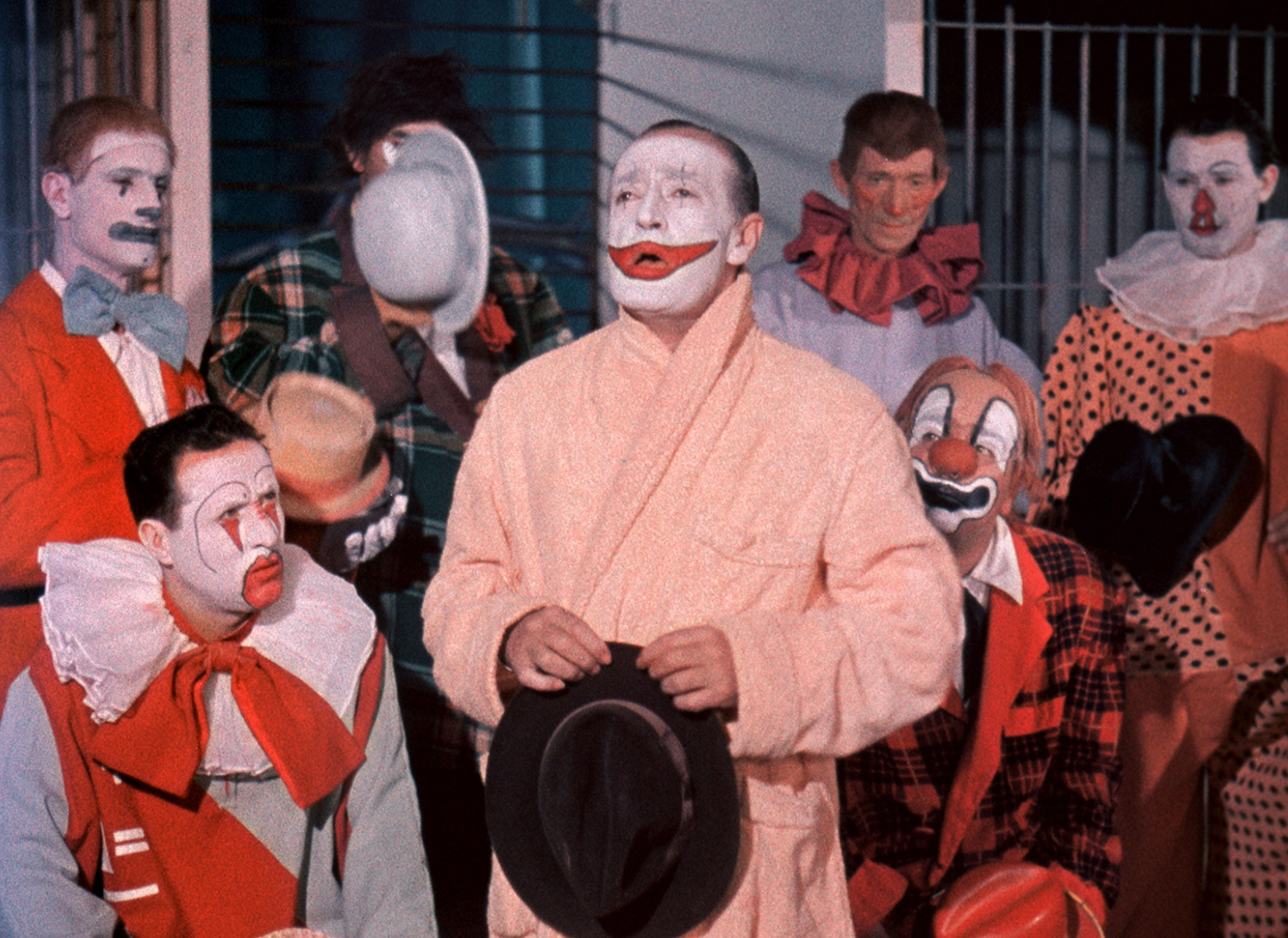
Totò recita la Preghiera del clown